# Augusto da Costa
Augusto da Costa (ur. 22 października 1920 w Rio de Janeiro, zm. 1 marca 2004 w Rio de Janeiro) – brazylijski piłkarz, obrońca. Srebrny medalista MŚ 50.
Karierę zaczynał w 1936 w São Cristóvão Rio de Janeiro z rodzinnego miasta. Grał w tym zespole do 1944, kiedy został zawodnikiem słynniejszego CR Vasco da Gama. Z tym klubem zwyciężał w Campeonato Carioca. Karierę zakończył w 1954.
W reprezentacji Brazylii rozegrał 20 spotkań. Podczas MŚ 50 wystąpił we wszystkich sześciu meczach Brazylii w turnieju. Znajdował się wśród triumfatorów Copa América 1949.